# Bela, Ajdovščina
Bela este o localitate din comuna Ajdovščina, Slovenia, cu o populație de 32 de locuitori.